# Rap Solo
Rap Solo es una discográfica española, más concretamente de Zaragoza, dedicada en exclusiva al rap. Aparece alrededor del año 2000 y fue en gran parte creada por R de Rumba, Dj y Productor de Violadores del Verso. Es una discográfica afiliada a BoaCor.

## Discos editados
Rap Solo ha editado, en su totalidad, los siguientes discos:
- Con El Micrófono En La Mano - (LP, 2000) (Hazhe)

- Atrás - (Maxi, 2001) (Violadores del Verso)

- Vicios y virtudes - (LP, 2001) (Violadores del Verso)

- Violadores del Verso + Kase-O Mierda - (reedición, BOA, 2001)

- Tú eres alguien / Bombo clap - (DVD en Directo, 2002) (Violadores del Verso)

- Reunión / Sistema R.A.P. - (Maxi, 2003) (R de Rumba)

- 1.er Contacto / Ley Natura Mantiene - (Maxi, 2004) (R de Rumba)

- R de Rumba - (LP, 2004) (R de Rumba)

- Estado Mental Madrid Ciudad - (EP, 2005) (El Sr. Rojo)

- Xhelazz - (CDM, 2005) (Xhelazz)

- Vivir Para Contarlo / Haciendo lo nuestro - (Maxi, 2006) (Violadores del Verso)

- Vivir Para Contarlo - (LP, 2006) (Violadores del Verso)

- El Soñador Elegido - (LP, 2007) (Xhelazz)

- Vivir para contarlo Gira presente - (DVD, 2007) (Violadores del Verso)

- Madrid Aprieta - (LP, 2008) (El Sr. Rojo)

- De vuelta al estudio: Rarezas y remixes (LP 2009) (Xhelazz y R de Rumba)

- Hate - "Doble vida" (LP, 2011)(Solitario)

- Kase.O - "Kase.O Jazz Magnetism" (5 de diciembre de 2011) (Solitario)[1]

Sin embargo, Rap Solo ha colaborado en gran medida en la edición de todos los discos de Violadores del Verso desde el año 2000.